# تعليق على سفر حبقوق

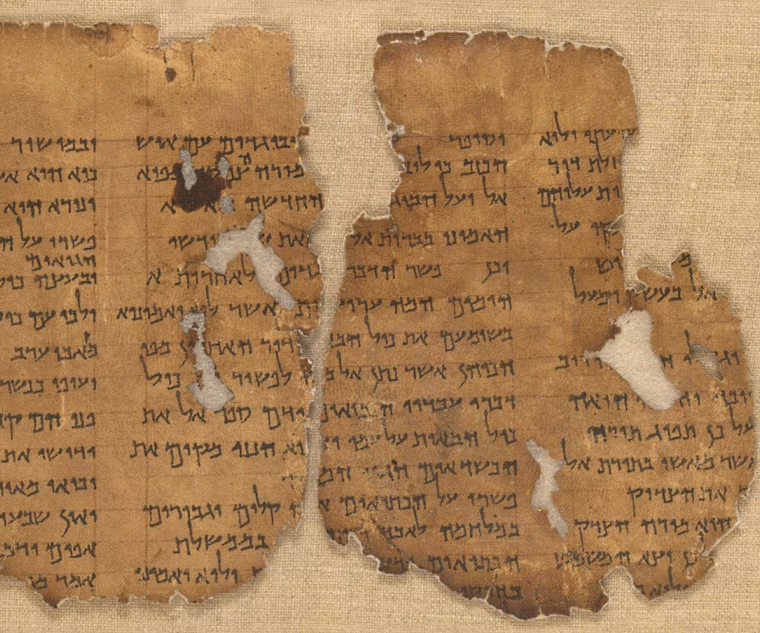
بداية مخطوطة التعليق على سفر حبقوق

مخطوطة التعليق على سفر حبقوق ذات الترميز 1QpHab هي واحدة من مخطوطات البحر الميت السبع الأصلية التي اكتُشفت سنة 1947م، ونُشرت سنة 1951م في الكهف رقم 1 في خربة قمران. ونظرًا لاكتشافها المبكر ونشرها سريعًا، فضلاً عن حالتها الجيدة نسبيًا، تعد هذه المخطوطة واحدة من أكثر المخطوطات التي دُرست بشكل متكرر من بين مئات المخطوطات المعروفة الآن.

## وصلات خارجية
- The Commentary on Habakkuk Scroll, The Digital Dead Sea Scrolls, hosted by the Israeli Museum, Jerusalem.